# Dominik Auer

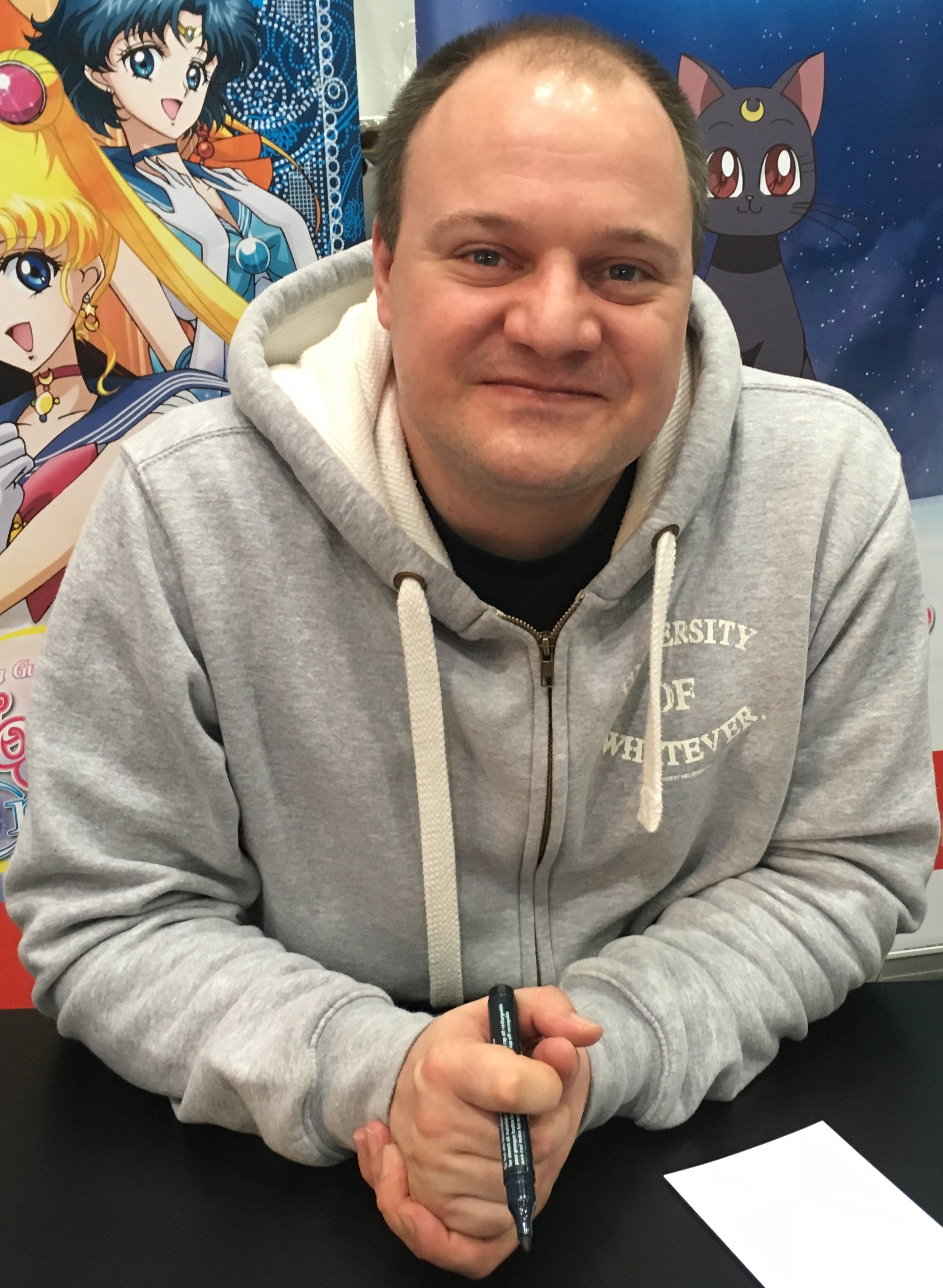
Dominik Auer (2016)

Dominik Auer (* 28. Januar 1976 in München) ist ein deutscher Synchronsprecher, Dialogregisseur und Dialogbuchautor. Seit 2009 ist er zudem als Station-Voice bei ProSieben und Sat.1 tätig. Einem breiten Fernsehpublikum wurde Auers Stimme in den 1990er Jahren durch die Synchronisation von David Faustino als Bud Bundy in der US-amerikanischen Sitcom Eine schrecklich nette Familie bekannt. Dominik Auer lebt in München.

## Wirken

### Ausbildung
Nach seiner Grundschulzeit wechselte Auer 1987 auf das Münchener Dr. Überreiter Privatgymnasium und besuchte von 1993 bis 1994 eine US-amerikanische High School. Nach Ende seiner Schullaufbahn im Jahr 1995 ließ er sich von 1996 bis 1998 im Lee Strasberg Theatre and Film Institute in New York in den Bereichen Schauspiel, Regie und Drehbuch ausbilden.

### Filmsynchronisation
1986 übernahm Auer erste Synchronrollen für Film, Fernsehen und Hörfunk. Im Laufe seiner bisherigen Tätigkeit wurde er im Atelier für die Synchronisation unterschiedlicher Darsteller in Haupt- und Nebenrollen eingesetzt, jedoch keinem Filmschauspieler als Feststimme zugeordnet. So synchronisierte er unter anderem Kenny Morrison in der Fantasyproduktion Die unendliche Geschichte II (1990), Stan Marsh in dem Animationsfilm South Park: Der Film – größer, länger, ungeschnitten (1999), Breckin Meyer in der College-Komödie Road Trip (2001), Colin Farrell im Western American Outlaws (2001), Chris Evans in der Filmparodie Nicht noch ein Teenie-Film (2001), Shane West in der Literaturverfilmung Nur mit Dir – A Walk to Remember (2002), Jon Abrahams in der Liebeskomödie Couchgeflüster (2005) und Casey Affleck in Der letzte Kuss (2006). Seit dem Kinofilm (1997) spricht er für Disney den jungen Hercules, auch in der Zeichentrickserie (1999 bis 2000) sowie in den Videospielen Kingdom Hearts I & II. Im Hobbit spricht er Bard den Bogenschütze (Luke Evans). Im Jahre 2014 synchronisiert er Donatello in Michael Bays Teenage Mutant Ninja Turtles.

### Seriensynchronisation
Ab 1992 übernahm Auer die Synchronisation von David Faustino als Bud Bundy in der elf Staffeln umfassenden Sitcom Eine schrecklich nette Familie und löste damit nach wenigen Folgen der Auftaktstaffel Dirk Meyer ab. Dieser ersetzte Auer indes auf Brian Austin Green als David Silver nach Abschluss der zweiten Staffel von Beverly Hills, 90210 (1992 bis 1993). Weitere Serienhauptrollen in Real- und Zeichentrickproduktionen übernahm Auer unter anderem für Kevin Connolly als Ryan Malloy in Auf schlimmer und ewig (1997 bis 2007), Danny Masterson als Steven Hyde in Die wilden Siebziger (2000 bis 2008), Kris Marshall als Nick Harper in der britischen Sitcom My Family (2005), Matthew Lawrence als Jack Hunter in Das Leben und Ich (1996 bis 2003) und Matt Czuchry als Logan Huntzberger in Gilmore Girls. In japanischen Animes synchronisierte er unter anderem die Titelfigur in Inu Yasha, Clay in Candidate for Goddess, Mamoru Chiba alias Tuxedo Mask in Sailor Moon und D’Artagnan in D’Artagnan und die drei Musketiere. Seit 2011 synchronisiert er außerdem in der HBO-Serie Game of Thrones John Bradley-West in der Rolle des Samwell Tarly.

### Weiteres Schaffen
Seit 1997 arbeitet Dominik Auer als Dialogbuchautor, seit 2001 auch als Synchronregisseur. Er zeichnet unter anderem für die deutschsprachigen Fassungen der Spielfilme Open Water (2003), Transporter – The Mission (2005) und Gamer (2009) sowie für die Fantasyserie Legend of the Seeker – Das Schwert der Wahrheit und die Zeichentrickproduktionen South Park und Phineas und Ferb verantwortlich.
Im Jahr 2000 trat er in mehreren Folgen der vorabendlich ausgestrahlten Seifenoper Marienhof als Ingo Berger auf.

## Auszeichnungen
- 2010: Die Silhouette in der Kategorie „Beste Dialogregie einer Serie“ für Legend of the Seeker – Das Schwert der Wahrheit